# Idrissa Traoré (juge)
Pour les articles homonymes, voir Idrissa Traoré et Traoré.
Idrissa Traoré, aussi appelé Drissa Traoré, est une personnalité juridique du Burkina Faso. Il est président du Conseil constitutionnel du Burkina Faso entre octobre 2002 et septembre 2007.

## Biographie
Traoré est licencié es sciences juridiques, élève admis au cycle étranger de l'École nationale de la magistrature française, docteur en droit et criminologie de l'université catholique de Louvain (Belgique).
Idrissa Traoré est président du Conseil constitutionnel du Burkina Faso entre octobre 2002 et septembre 2007. Dé Albert Millogo lui succède.
En plus de ses fonctions de magistrats, il dispense des cours à l'université de Ouagadougou et à l'École nationale de magistrature. Il fut aussi intervenant à l'École de Bordeaux pour la formation des magistrats et du personnel de justice. Il a effectué la majeure partie de sa carrière au Burkina Faso où il occupe les plus hautes fonctions liées à la magistrature avant de devenir président du conseil constitutionnel du Burkina Faso. Parmi les fonctions qu'il a exercées, on peut citer juge d'instruction, procureur de la République, président de la chambre à la cour d'appel, vice-président à la cour d'appel, conseiller à la haute cour judiciaire, avocat général auprès de la cour suprême, premier avocat général auprès de la cour suprême, secrétaire général du ministère de la justice, directeur de l'administration pénitentiaire et de la réinsertion sociale...
Il est chevalier de l'ordre national et chevalier de l'ordre de palmes académiques, médaille d'honneur de la sécurité pénitentiaire de son pays.